# Pentatló modern als Jocs Olímpics d'estiu de 2004
Als Jocs Olímpics d'Estiu de 2004 celebrats a la ciutat d'Atenes (Grècia) es disputaren dues proves de pentatló modern, un en categoria masculina i una altra en categoria femenina.
Aquest esport combina proves de tir (competició de tir de 10 metres de distància), esgrima (competició d'espasa), natació (200 metres lliures), hípica (concurs de salts d'obstacles) i cross.
Hi participaren un total de 64 atletes, 32 homes i 32 dones, de 26 comitès nacionals diferents. La competició masculina es desenvolupà el dia 26 d'agost i la masculina el 27 d'agost de 2004 al Centre de Pentatló Modern del Complex Olímpic de Gudí.

## Resultats

### Homes
| Event           | Or                      | Or   | Plata                             | Plata | Bronze                   | Bronze |
| Pentatló modern | Andrey Moiseev · Rússia | 5480 | Andrejus Zadneprovskis · Lituània | 5428  | Libor Capalini · Txèquia | 5392   |

### Dones
| Event           | Or                        | Or   | Plata                      | Plata | Bronze                        | Bronze |
| Pentatló modern | Zsuzsanna Vörös · Hongria | 5448 | Jeļena Rubļevska · Letònia | 5380  | Georgina Harland · Anglaterra | 5344   |

## Medaller
| Pos. | País       | Or | Plata | Bronze | Total |
| 1    | Hongria    | 1  | 0     | 0      | 1     |
| 1    | Rússia     | 1  | 0     | 0      | 1     |
| 3    | Letònia    | 0  | 1     | 0      | 1     |
| 3    | Lituània   | 0  | 1     | 0      | 1     |
| 5    | Txèquia    | 0  | 0     | 1      | 1     |
| 5    | Anglaterra | 0  | 0     | 1      | 1     |